# Burg Holzminden
Die Burg Holzminden ist eine abgegangene, spätmittelalterliche Burg der Grafen von Everstein und des Klosters Corvey. Sie liegt im Südwesten der Altstadt der niedersächsischen Kreisstadt Holzminden am Ufer der Weser.

## Geschichte
Holzminden ist eine von den Grafen von Everstein um 1200 gegründete Planstadt. Im 13. Jahrhundert erhielt sie auch eine Burg, die erstmals 1285 erwähnt wurde, als die Grafen Stadt und Burg an das Erzbistum Köln verkauften. Über dessen Marschall gelangte sie an die Edelherren zur Lippe. 1393 schlossen Graf Hermann von Everstein und der Abt von Corvey einen Vertrag über den gemeinsamen Besitz von Oberburg, Vorburg und der Hälfte des Schlosses samt Zubehör. Allerdings erhielt der Eversteiner auch den Corveyer Teil unter der Bedingung, dass er festgelegte Summen an einzelnen Teilen der Burg verbaut. 1405 erhielten die Edelherren zu Lippe und der Herzog von Braunschweig weitere Anteile der Burg, wobei der Braunschweiger Teil schon 1409 an das Kloster Corvey übertragen wurde. 1483 verpfändete Corvey seinen Anteil an der Burg an Johann von Hovensen. Die weiteren historischen Nachrichten betreffen vor allem den Niedergang der Burg. Spätestens seit 1577 ist das Schloss im Verfall begriffen, 1607 wird es als desolat bezeichnet. In diesem Jahr wurde auf dem Burggelände ein Wohnhaus für den Amtmann errichtet. 1657 existierte nur noch der Bergfried, 1748 wurde dieser abgebrochen und seine Steine zum Bau einer herzoglichen Eisenfabrik verwendet. Einige Mauerreste waren noch bis 1863 vorhanden.

## Beschreibung

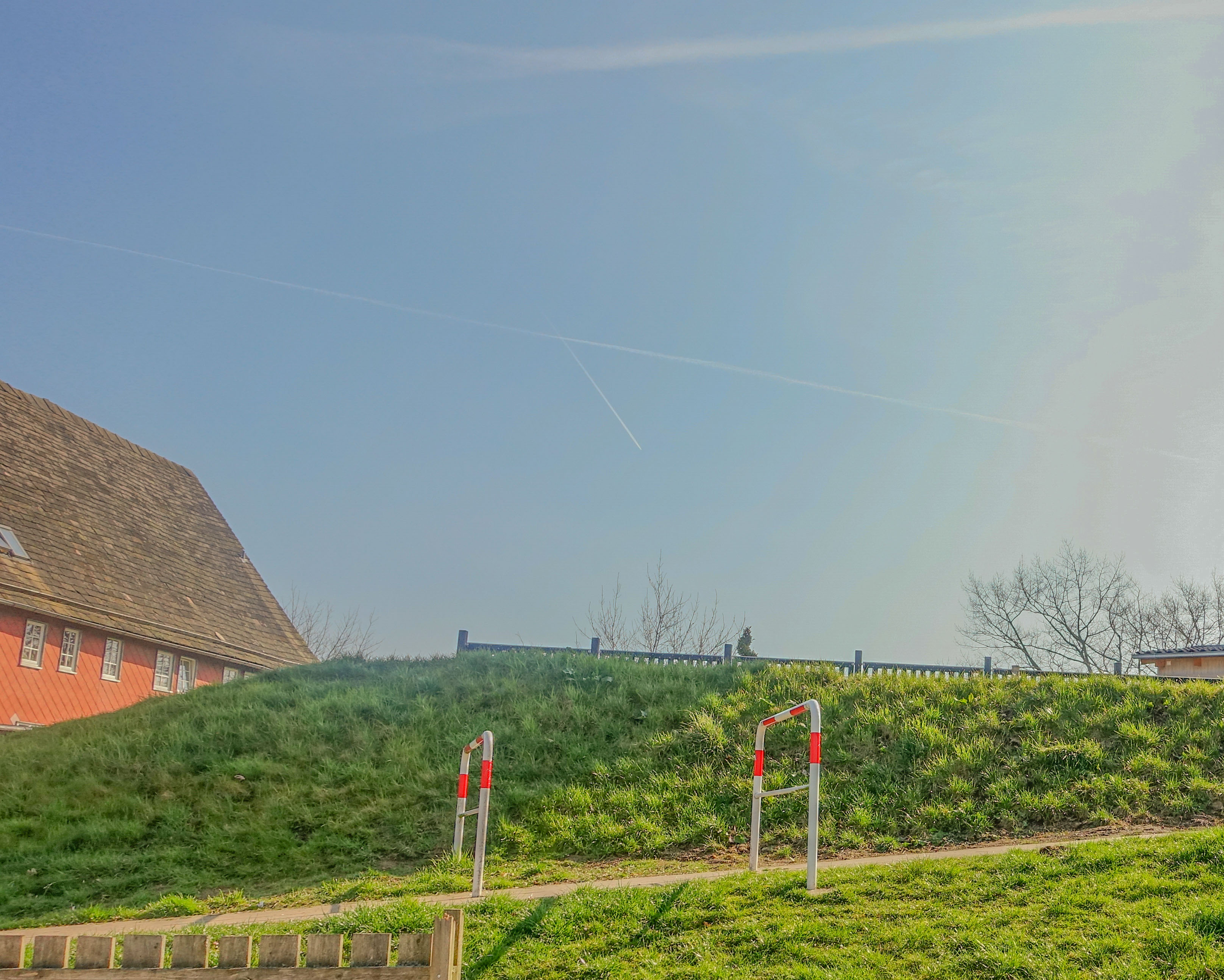
Blick auf das erhöhte Burgareal von Burg Holzminden

Von der Burg Holzminden ist obertägig nur noch der Burgplatz als max. 2 m hohe Erhebung erkennbar. Sämtliche Gebäude sind abgegangen.
Im Stich von Matthäus Merian von 1654 ist noch ein Bergfried neben einem ruinösen Tor und einem Hauptgebäude zu erkennen.  
Nach älteren Nachrichten bestand die Anlage aus Vor- und Hauptburg sowie einem Vorwerk außerhalb der Befestigung. Erwähnt werden zudem zwei Türme, ein Wohnhaus, Tor und Notpforte sowie Wall, Graben und Palisade. Bei Notbergungen wurde im Jahr 1950  ein ca. 29 × 27 (?) m großer Palas  ergraben. Ein im Osten angesetzter Erker erhielt in einer zweiten Bauphase einen 3/8-Abschluss, dabei könnte es sich um einen Kapellenerker handeln. 2013 wurde während Baumaßnahmen ein halbrundes Turmfundament von ca. 3,50 m Breite freigelegt.